# 대한민국 경찰청
경찰청(警察廳)은 치안에 관한 사무를 관장하는 대한민국의 중앙행정기관이다. 청장은 치안총감으로, 차장은 치안정감으로 보한다.

## 소관 사무
- 치안에 관한 사무

## 역사
경찰청의 기원은 재조선 미국 육군사령부 군정청 경무국이다. 그런데 군정청 경무국은 조선총독부 경무국을 그대로 이어받은 조직이었다. 총독부 경무국은 통감부 경무부를 전신으로 하며 1910년 내부 산하의 대한제국 경시청을 해체하면서 총독부 경무총감부가 되어 한반도의 경찰권을 완전히 접수했다. 경무총감부는 1919년 3·1 운동을 계기로 경무국이 되었다. 한편 지방에는 경찰부와 경찰서를 두었다. 군정청 경찰 조직이 총독부 치안 조직을 그대로 계승하자 이에 대한 불만은 팽배했고 경찰 제도의 쇄신을 요구하는 목소리도 많았다.
군정청 경무국은 1946년 1월 경무부로 승격됐다. 4월에는 각 도청이 담당하던 지방경찰을 대신해 관구경찰청을 신설하면서 국립경찰로 변모하게 되었다. 1948년 9월 이승만 대한민국 대통령과 군정청장 존 B. 콜터 미 육군 소장은 공동성명을 통해 경무부 지휘권이 한국 정부에 이양되었음을 선포했다. 이는 군정청 정부 조직을 한국 정부로 인수하는 최초의 단계였다. 이후 관구경찰청 제도는 1949년 폐지됐다.
1948년 7월 「정부조직법」을 제정하여 내무부가 치안에 관한 사무를 관장하도록 했으며 11월 「내무부직제」를 공포해 치안국을 조직했다. 치안국은 창설 당시 소방행정도 담당했으며 1953년부턴 해양경찰 업무도 관장했다. 1974년 12월 치안본부로 확대되었으며 1991년 7월 외청인 경찰청으로 승격돼 내무부로부터 독립했다. 지방경찰조직은 1948년 시도지사 소속으로 시도경찰국을 두었으며 1991년 경찰청 발족 이후 지방경찰청으로 개칭했다가 2021년부터 시도경찰청으로 부르기 시작했다.
2017년 문재인 정부가 출범하면서 검경 수사권 조정과 자치경찰제도 도입 논의가 시작됐다. 2021년 1월 자치경찰제도가 시행되고 국가수사본부가 출범했다.

### 연혁
- 1945년 10월 21일: 미군정청에 경무국을, 각 도에 경찰부를 설치.
- 1946년 1월 16일: 경무국을 경무부로 승격.
- 1946년 4월 1일: 각 도의 경찰부를 관구경찰청으로 개편.[7]
- 1948년 9월 3일: 미군정청에서 대한민국 정부로 국립경찰지휘권 인수인계.
- 1948년 7월 17일: 내무부에 치안국 설치.[8]
- 1949년 2월 28일: 치안국 직할 경무대경찰서(총경급) 설치. 대통령 및 대통령 가족, 경무대 치안 전담. 후일 대통령 경호실로 발전.[9]
- 1967년 9월 1일: 시·도에 전투경찰대 발족.
- 1974년 12월 24일: 치안본부로 개편.[10] 본부장을 별정직공무원으로 승격하고 정부위원으로 함[11]
- 1991년 7월 31일: 경찰청으로 개편.[12]
- 1996년 8월 8일: 해양경찰 업무를 이관하여 해양수산부의 외청으로 해양경찰청을 분리.[13]
- 1998년 2월 28일: 행정자치부의 외청으로 소속 변경.[14]
- 2008년 2월 29일: 행정안전부의 외청으로 소속 변경.[15]
- 2013년 3월 23일: 안전행정부의 외청으로 소속 변경.[16]
- 2014년 11월 19일: 행정자치부의 외청으로 소속 변경.[17]
- 2017년 7월 26일: 행정안전부의 외청으로 소속 변경.[18]
- 2021년 1월 1일: 자치경찰제 실시.[19]

## 조직
| 국                         | 심의관실               | 담당관실·과                                                                          |
| 청장 산하 하부조직         | 청장 산하 하부조직     | 청장 산하 하부조직                                                                   |
| -------------------------- | ---------------------- | ------------------------------------------------------------------------------------ |
| 대변인실                   | 대변인실               | 홍보담당관실ㆍ디지털소통팀                                                           |
| 감사관실                   | 감사관실               | 감사담당관실ㆍ감찰담당관실ㆍ인권보호담당관실                                         |
| 차장 산하 하부조직         |                        |                                                                                      |
| 기획조정관실               | 기획조정관실           | 혁신기획조정담당관실ㆍ재정담당관실ㆍ규제개혁법무담당관실ㆍ정책지원담당관실           |
| 경무인사기획관실           | 경무인사기획관실       | 경무담당관실ㆍ인사담당관실ㆍ교육정책담당관실ㆍ복지정책담당관실ㆍ양성평등정책담당관실 |
| 치안상황관리관실           | 치안상황관리관실       | 치안상황관리담당관실                                                                 |
| 미래치안정책국             | 미래치안정책국         | 미래치안정책과ㆍ정보화기반과ㆍ장비운영과ㆍ과학치안산업팀ㆍ데이터정책팀               |
| 생활안전국                 | 여성청소년안전기획관실 | 범죄예방정책과ㆍ자치경찰과ㆍ아동청소년과ㆍ여성안전기획과                             |
| 교통국                     | 교통국                 | 교통기획과ㆍ교통안전과ㆍ교통운영과                                                   |
| 경비국                     | 경비국                 | 경비과ㆍ위기관리센터ㆍ경호과ㆍ항공과                                                 |
| 공공안녕정보국             | 공공안녕정보심의관실   | 정보관리과ㆍ정보분석과ㆍ정보상황과ㆍ정보협력과                                       |
| 외사국                     | 외사국                 | 외사기획정보과ㆍ인터폴국제공조과ㆍ국제협력과                                         |
| 국가수사본부 산하 하부조직 |                        |                                                                                      |
| 수사기획조정관실           | 수사기획조정관실       | 수사기획담당관실ㆍ수사심사정책담당관실                                               |
| 과학수사관리관실           | 과학수사관리관실       | 과학수사담당관실ㆍ범죄분석담당관실                                                   |
|                            |                        | 수사인권담당관실                                                                     |
| 수사국                     | 수사국                 | 경제범죄수사과ㆍ반부패·공공범죄수사과ㆍ중대범죄수사과ㆍ범죄정보과                    |
| 형사국                     | 형사국                 | 강력범죄수사과ㆍ마약조직범죄수사과ㆍ여성청소년범죄수사과                             |
| 사이버수사국               | 사이버수사국           | 사이버수사기획과ㆍ사이버범죄수사과ㆍ사이버테러대응과ㆍ디지털포렌식센터               |
| 안보수사국                 | 안보수사국             | 안보기획관리과ㆍ안보수사지휘과ㆍ안보범죄분석과ㆍ안보수사과                           |

### 소속기관
- 청장의 관장 사무를 지원하는 기관
  - 경찰대학, 경찰인재개발원, 중앙경찰학교, 경찰수사연수원
- 청장의 관장 사무를 지원하는 책임운영기관
  - 경찰병원
- 시·도경찰청
  - 경찰서

## 정원
경찰청에 두는 공무원의 정원은 다음과 같다.
| 총계          | 총계              | 1,930명 |
| ------------- | ----------------- | ------- |
| 경찰공무원 계 | 경찰공무원 계     | 1,217명 |
|               | 치안총감          | 1명     |
|               | 치안정감          | 2명     |
|               | 치안감            | 12명    |
|               | 경무관            | 4명     |
|               | 총경              | 58명    |
|               | 경정 이하         | 1,140명 |
|               |                   |         |
| 일반직 계     | 일반직 계         | 709명   |
|               | 고위공무원단      | 3명     |
|               | 3급 이하 5급 이상 | 20명    |
|               | 6급 이하          | 665명   |
|               | 전문경력관        | 21명    |
|               |                   |         |
| 소방공무원 계 | 소방공무원 계     | 4명     |
|               | 소방령 이하       | 4명     |

## 재정
총수입·총지출 기준 2023년 재정 규모는 다음과 같다.
| 구분                 | 구분                 | 세입예산             | 작년 대비 증감 |
| -------------------- | -------------------- | -------------------- | -------------- |
| 일반회계             | 일반회계             | 1조 1253억 2700만 원 | +12.86%        |
| 책임운영기관특별회계 | 책임운영기관특별회계 | 392억 5900만 원      | +5.76%         |
|                      | 경찰병원             | 392억 5900만 원      | +5.76%         |
|                      |                      |                      |                |
| 합계                 | 합계                 | 1조 1645억 8600만 원 | +12.61%        |

| 구분                 | 구분                 | 구분                 | 세출예산              | 작년 대비 증감 |
| -------------------- | -------------------- | -------------------- | --------------------- | -------------- |
| 일반회계             | 일반회계             | 경찰                 | 12조 3713억 600만 원  | +1.39%         |
| 국가균형발전특별회계 | 국가균형발전특별회계 | 경찰                 | 47억 6700만 원        | +1.25%         |
| 책임운영기관특별회계 | 책임운영기관특별회계 | 책임운영기관특별회계 | 787억 800만 원        | +0.25%         |
|                      | 경찰병원             | 경찰                 | 787억 800만 원        | +0.25%         |
|                      |                      |                      |                       |                |
| 합계                 | 합계                 | 합계                 | 12조 4547억 8100만 원 | +1.38%         |

## 문제점과 논란

### 집회 및 시위 대응 과정에서의 인권 침해
대한민국 경찰은 과거부터 인권 침해 논란에 직면해왔다. 특히 집회 및 시위 진압 과정에서 과도한 물리력 사용이 지속적으로 문제가 되어왔다. 대표적으로, 2005년 11월 발생한 한미 FTA 반대 시위에서 경찰의 강경 진압으로 인해 다수의 부상자가 발생했다. 2009년 용산4구역 철거현장 화재 사건에서는 경찰이 강제 진압 과정에서 화재를 진압하지 못해 5명이 사망하고 1명이 부상하는 비극적인 결과를 초래했다.
또한, 경찰 조사 중 피의자에 대한 가혹행위 및 인권 침해 사례도 지속적으로 제기되고 있다. 2016년 백남기 농민 사망 사건에서는 물대포 직사로 인한 사망 사고가 발생해, 경찰의 과잉 대응에 대한 사회적 비판이 거세게 일었다.

### 내부 부패 및 비리 사건
경찰 내부 부패 문제는 오랜 기간 제기되어 온 문제다. 2014년에는 고위 경찰 간부가 금품 수수 혐의로 구속되면서 경찰 조직 내 부패 문제가 수면 위로 드러났다. 2021년에는 강남 유흥업소와 경찰 간 유착 의혹이 제기되면서 경찰의 공정성과 신뢰성에 대한 우려가 확산되었다.
이러한 사건들은 경찰 조직 내 감시와 내부 통제 시스템의 한계를 드러내며, 제도적 개선의 필요성을 제기하고 있다.

### 경직된 조직 문화와 내부 고발자 보호 미비
경직된 위계적 조직 문화 역시 문제로 지적된다. 특히 내부 고발자 보호 장치가 미흡해 경찰 내부의 비리나 부조리를 고발하는 것이 쉽지 않다는 비판이 제기되고 있다. 2018년 한 경찰관이 상사의 부당 지시에 대한 문제를 제기한 이후 보복성 인사 조치를 받았다는 의혹이 제기된 바 있다.

### 수사 공정성 및 정치적 중립성 문제
대한민국 경찰은 수사 과정에서의 정치적 중립성 문제로도 비판을 받아왔다. 특히 고위 공직자나 정치적으로 민감한 사건을 수사할 때 외압 논란이 발생하는 경우가 있다. 2019년 조국 전 법무부 장관 관련 수사에서는 수사의 공정성 및 정치적 중립성에 대한 논란이 커졌다.

### 과도한 무력 사용 및 공권력 남용
경찰의 과도한 무력 사용과 공권력 남용 문제도 반복적으로 지적되고 있다. 특히 집회 및 시위 현장에서의 진압 작전에서 경찰이 과도한 물리력을 행사해 인명 피해가 발생한 사례가 여러 차례 보고되었다. 이는 인권단체로부터 비판을 받기도 했다. 경찰청이 설립되기 이전부터 경찰의 활동에 많은 비판이 있었다. 특히 한국전쟁과 군사정권 시절에 경찰이 민간인을 학살한 사건, 부천경찰서 성고문 사건, 박종철 고문치사 사건과 같이 민주화 운동을 하던 사람을 탄압하고 고문하는 사건, 노동 운동을 탄압하는 사건, 인터넷 댓글을 이용하여 여론을 조작한 사건 등이 알려져 있다.

### 여성 경찰관 증원 정책에 대한 논란
대한민국 경찰은 성평등 정책의 일환으로 여경 증원을 지속적으로 추진해왔다. 정부는 여성의 공공 부문 진출 확대와 성별 다양성 강화를 위해 여경 채용 비율을 늘려왔으며, 이에 따라 여성 경찰관 비율은 2000년대 초반 약 2% 수준에서 2020년 기준 12% 이상으로 증가했다.

#### 논란의 주요 배경
여경 증원 정책은 사회적 성평등 실현을 목표로 시행되었으나, 실질적인 현장 배치와 역할 수행에서 논란이 발생했다. 특히, 체력 기준 완화에 대한 비판이 제기되었다. 현재 대한민국 경찰 체력시험에서는 여성 지원자에게 남성보다 완화된 기준이 적용되는데, 이로 인해 채용 과정에서의 형평성 문제가 지속적으로 지적되고 있다.
또한, 여경의 현장 대응력에 대한 논란도 꾸준히 제기되고 있다. 2016년 강남역 살인 사건 이후 여성 대상 범죄에 대한 경각심이 높아지면서 여경 배치가 확대되었으나, 일부에서는 여경의 물리적 대응 능력 부족 문제가 부각되었다.
특히 2019년 서울 대림동 경찰관 폭행 사건에서는 현장에 출동한 여경이 적극적으로 대응하지 못했다는 비판이 제기되면서 논란이 다시 불거졌다. 이 사건은 여경의 배치 기준과 현장 대응 역량에 대한 사회적 논의를 촉발시켰다.

#### 역차별 논란 및 내부 비판
경찰 내부에서도 여경 채용 확대 정책이 역차별로 작용할 수 있다는 우려가 제기되고 있다. 일부 경찰관들은 성별 할당제로 인해 역량이 아닌 성별에 따라 채용 기회가 차별적으로 주어진다는 점을 비판하고 있다.
또한, 여경 인원이 증가함에 따라 배치 문제도 지적되고 있다. 물리력이 중시되는 시위 진압이나 강력 사건 대응 등에서 여경이 비중 있게 배치되지 않으면서, 여경 증원이 실제 업무 효율성 향상에 기여하고 있는지에 대한 의문이 제기되었다.

#### 긍정적 시각과 역할 확대
반면, 여경 증원은 긍정적인 역할도 수행하고 있다. 특히 성범죄 수사, 가정폭력 대응, 청소년 보호 등에서 여경의 역할이 필수적이라는 평가를 받고 있다.출처 필요 이러한 분야에서는 여성 피해자가 남성 경찰관에게 불편함을 느낄 수 있기 때문에, 여경의 존재는 피해자 지원과 사건 처리의 신속성 측면에서 긍정적인 영향을 미친다는 의견이 있다.

#### 지속적인 논의의 필요성
여경 증원 정책은 여전히 다양한 시각에서 논의되고 있으며, 단순히 인원 수 증가보다는 역할 배치의 효율성과 업무 능력 강화를 병행해야 한다는 주장이 제기되고 있다. 경찰 조직의 다양성과 효율성을 동시에 추구하기 위한 장기적인 제도 개선이 필요하다는 의견도 존재한다.

### 한국전쟁 시기 민간인 학살
경찰은 한국전쟁이 발생하기 전 4·3 사건이 발생한 제주도와 여수·순천 사건이 발생한 지역 등지에서 조선인민유격대 등과 교전하는 과정에서 조선인민유격대에 협조한 것으로 의심된 민간인을 학살했다. 전쟁이 발생한 직후에는 후퇴하는 과정에서 형무소 재소자들과 국민보도연맹원을, 수복 이후에는 조선인민군에 부역한 혐의를 받은 민간인을 학살했다.

### 민주화운동 관련 탄압
경찰은 제1공화국, 제5공화국 시기에 민주화운동을 탄압하는데 역할을 하였다. 3·15 마산 의거 당시에는 시위대를 향해 경찰이 발포하여 7명을 사망하게 하고, 김주열의 시신을 유기하였으며, 4.19 혁명 당시에도 시위대를 향해 발포하여 185명이 사망하였다. 이후에도 부천경찰서 성고문 사건, 박종철 고문치사 사건을 일으켰다.

### 집회참가자 데이터베이스화 논란
민주당 최규식 의원이 경찰청으로부터 제출받은 2010년 국정감사 자료를 보면, 경찰은 영상판독 시스템을 구축한 뒤 집회·시위 현장에서 촬영한 참가자의 사진을 2001년부터 체계적으로 입력하고 관리해왔다. 이렇게 입력된 판독 대상자는 2005년부터 2010년 8월 말까지 5년 반 동안 모두 23,698명이다. 2011년 들어서는 지난 5월 수만 명이 참여한 반값 등록금 집회를 경찰이 불법으로 규정했던 만큼, 수천명의 사진이 추가로 입력됐을 것으로 보인다. 2001~2004년 사이 입력된 자료의 규모는 경찰청이 밝히지 않았다.
《한겨레》는 2011년 7월 1일 시스템에 입력된 대상자 수, 입력 기준, 절차, 기소현황 등에 대해 경찰에 정보공개를 청구 했으나, 경찰은 "공개될 경우 (경찰의) 직무수행을 현저히 곤란하게 한다."는 이유로 거부했다.

## 상징
|                   |
| 대한민국 경찰청기 |

|                  |
| 경찰청 원형 휘장 |

|                    |
| 경찰청 방패형 휘장 |

## 조사
처음에는 아주 신사적으로 시작하는데 질문을 밤낮 가리지 않고 계속 해서, 진술이 맞지 않거나 거부하면 잠도 못자게 하고 계속 한다.

## 같이 보기
- 대한민국의 경찰
  - 경찰청장
  - 경찰청 차장
  - 국가수사본부
- 경찰 야구단
- 대한민국 해양경찰청
- 전투경찰순경
- 제주특별자치도자치경찰단
- 대한민국 경찰공무원의 계급 목록
- 철도특별사법경찰대
- 국립과학수사연구원
- 일본 경찰청
- 중화민국 내정부 경정서
- 왕립 캐나다 기마경찰
- 연방수사국
- 중화인민공화국 공안부

### 내용주
1. ↑  2025년 12월 31일까지 존속하는 한시조직.
2. ↑  개방형 직위.
3. ↑  2025년 7월 31일까지 존속하는 한시조직.
4. ↑  서식류와 초청장 등의 내부 문서 또는 정중하고 품격 있는 이미지가 요구되는 내부 매체에 주로 사용.
5. ↑  서식류와 초청장 등의 내부 문서 또는 정중하고 품격 있는 이미지가 요구되는 내부 매체에 주로 사용.
6. ↑  차량류와 배너 및 현수막 등 외부와의 접촉이 많은 외부 매체에 주로 사용.
7. ↑  차량류와 배너 및 현수막 등 외부와의 접촉이 많은 외부 매체에 주로 사용.

### 참조주
1. 1 2  「경찰청과 그 소속기관 직제」 별표 4
2. 1 2  기획재정부. “열린재정 > 재정연구분석 > 재정분석통계 > 예산편성현황(총수입)”. 《열린재정》. 2023년 1월 1일에 확인함.
3. 1 2  기획재정부. “열린재정 > 재정연구분석 > 재정분석통계 > 세목 예산편성현황(총지출)”. 《열린재정》. 2023년 1월 1일에 확인함.
4. ↑  “警察制度의刷新”. 《동아일보》. 1946년 3월 15일. 2022년 2월 15일에 확인함.
5. ↑  “八管區警察廳新設 國立警察로改編의第一步”. 《동아일보》. 1946년 4월 18일. 2022년 2월 15일에 확인함.
6. ↑  “말성많던警務部指揮權”. 《경향신문》. 1948년 9월 3일. 2022년 2월 15일에 확인함.
7. ↑  도기구의 개혁, 군정법령 제114호 제5조
8. ↑  대통령령 제18호
9. ↑  1966년 경호공무원 공개채용으로 별도 채용 전까지 치안국, 서울시경에서 인원 파견
10. ↑  대통령령 제7505호
11. ↑  법률 제2713호
12. ↑  법률 제4268호
13. ↑  법률 제5153호
14. ↑  법률 제5529호
15. ↑  법률 제8852호
16. ↑  법률 제11690호
17. ↑  법률 제12844호
18. ↑  법률 제14839호
19. ↑  법률 제17689호
20. ↑  “100만 민간인학살 개요”. 한국전쟁유족회. 2018년 10월 4일에 확인함.
21. ↑  박태우 (2011년 7월 19일). “경찰, 집회사진 채증해 수만명 'DB 관리'”. 《한겨레》. 2011년 7월 21일에 확인함.